# 걸리버 정착기

《걸리버 정착기》는 한국 작가 미히가 2025년에 발표한 소설로, 조너선 스위프트의 고전 풍자 소설 《걸리버 여행기》의 속편을 현대적으로 재해석한 작품이다. 인공지능 기술을 활용한 세계 최초의 패스티시 소설로, 대화형 AI 모델 스위프톤과 영상 생성 AI 칼론을 통해 창작되었다. 이 소설은 걸리버의 새로운 모험을 다루며, 현대 사회의 정체성과 기술 발전에 대한 성찰을 담고 있다. 가나북스에서 2025년 3월 10일 출간되었으며, 한글과 영문 병기 형식으로 편집되었다.

## 줄거리
《걸리버 정착기》는 《걸리버 여행기》 이후 걸리버가 새로운 항해를 시작하며 신비의 섬 '나마네 공화국'을 발견하는 이야기로 전개된다. 나마네는 독특한 법칙이 지배하는 곳으로, 모든 사람이 서로를 관찰자의 얼굴로 보게 된다. 이 설정을 통해 소설은 디지털 시대의 자아 인식, 타인과의 관계, 진정성의 문제를 탐구한다. 걸리버는 이 섬에서 소인국 소년과 거인국 소녀를 만나고, 지하철과 장례식장 등 현대적 공간을 배경으로 한 사건들을 겪으며 인간 본성과 사회 구조에 대한 고민을 이어간다. 작품은 총 17장과 프롤로그, 에필로그로 구성되며, 걸리버가 나마네에서의 경험을 통해 새로운 결심을 내리는 것으로 마무리된다.

## 특징
AI 활용: 대화형 AI 스위프톤으로 텍스트를, 영상 생성 AI 칼론으로 삽화를 생성하여 고전 문학과 첨단 기술의 융합을 시도했다.
패스티시 기법: 원작 《걸리버 여행기》의 모티프를 변주하며 현대적 맥락에서 재해석했다.
표지 디자인: 프리다 칼로의 작품 《상처입은 사슴》을 원작으로 AI를 통해 재해석한 이미지를 사용했다.
언어: 한글과 영문을 함께 수록해 글로벌 독자와의 소통을 고려했다.

## 평가
《걸리버 정착기》는 현대 문학사에서 AI를 활용한 창작의 새로운 가능성을 제시한 작품으로 평가받는다. 나마네 섬의 독특한 설정은 소셜 미디어 시대의 다중 자아와 정체성 문제를 상징적으로 다루며, 첨단 기술과 인간성의 충돌을 예리하게 포착했다는 호평을 받는다. 원작의 풍자적 전통을 계승하면서도 현대적 주제를 반영해 문학의 경계를 확장했다는 점에서 주목된다. 다만, AI 생성 콘텐츠의 독창성과 예술성에 대한 논쟁도 일부 제기된다.

## 기타
소설의 삽화는 모두 AI로 제작되었으며, 표지 외에도 각 장마다 독창적인 이미지가 삽입되었다.
저자 미히는 이 작품을 시작으로 AI 기술을 활용한 속편 시리즈를 이어갈 계획을 밝히며, 향후 《미히버스》 단편집 출간을 목표로 하고 있다.

## 목차
프롤로그. 걸리버의 일기

제1화. 낯선 귀환

제2화. 새로운 항해

제3화. 폭풍 너머의 섬

제4화. 나마네 공화국

제5화. 첨단 기술과의 만남

제6화. 지하철 안에서

제7화. 똑같은 얼굴의 사람들

제8화. 지하철에서 도망치다

제9화. 도아조와의 만남

제10화. 한 정치인 이야기

제11화. 소인국 소년과의 만남

제12화. 거인국 소녀와의 만남

제13화. 장례식의 현장

제14화. 어린 아이가 없는 풍경

제15화. 선택의 순간

제16화. 대통령이 된 자

제17화. 걸리버의 결심

에필로그. 진짜 얼굴

## 같이 보기
걸리버 여행기

조너선 스위프트

인공지능 문학